# Маски (альбом)
Маски — десятый студийный альбом российской певицы Кристины Орбакайте, выпущенный в 2013 году на лейбле Мистерия Звука. На диске представлено 10 композиций. Презентация альбома состоялась 12 октября 2013 года в концертном зале «Crocus City Hall». Цифровой релиз состоялся 28 января 2014.

## Реакция критиков
Алексей Мажаев из агентства InterMedia дал альбому смешанную оценку. Самой лучшей композицией на альбоме рецензент назвал песню «До свидания, лето», написанную Александром Зацепиным. «Соседки по трек-листу пытаются тянуться за произведением гениальных мэтров, но получается не всегда» — посчитал рецензент. Также он положительно оценил «красивый и запоминающийся» трек «Прогноз погоды», который Орбакайте записала с группой «Дискотека Авария». Оценил Мажаев и песню «Пиаф…Последний вечер», в которой «под французский шансон с цитатами из „Padam Padam“ Орбакайте сумела продемонстрировать недюжинный драматический талант». Однако рецензент посчитал, что «в некоторых других песнях Орбакайте пошла ещё дальше и выступила в этаком душевно-панибратском амплуа»: «Три желания», «Иероглиф любви» — свойский разговор со слушательницами на грани хорошего вкуса". «Выступления в этом жанре виртуозно удавались Алле Пугачёвой [которая является матерью Орбакайте], но в исполнении сдержанной Кристины выглядят не столь убедительно» — говорит рецензент.
Дмитрий Прочухан с сайта «Newsmuz.com» поставил альбому 7 баллов из 10. Рецензент отметил заглавный одноимённый трек альбома, «который радует довольно интересными строками», однако, по мнению рецензента, «мелодика композиции довольно скучна и однообразна». Положительно он оценил и песню «Раз и навсегда», которая «радует вкраплениями элементов восточной музыки и запоминающимся припевом». Также Дмитрий отметил и кавер-версию песни Алла Пугачёвой «До свидания, лето», посчитав, что «если хит „Ты на свете есть“ Кристина Орбакайте в своё время перепела едва ли не лучше оригинала, то очередная попытка освежить наследие своей мамы оказалось менее удачной». «В исполнении Аллы Пугачёвой песня звучит куда пронзительней» — посчитал рецензент.

## Список композиций
| №   | Название                                                  | Текст песни | Музыка       | Длительность |
| --- | --------------------------------------------------------- | ----------- | ------------ | ------------ |
| 1.  | «Маски»                                                   | М.Гуцериев  | К.Брейтбург  | 3:45         |
| 2.  | «Раз и навсегда»                                          | О.Влади     | О.Влади      | 3:22         |
| 3.  | «Иероглиф любви»                                          | И.Миклошич  | А.Мисин      | 3:01         |
| 4.  | «До свидания, лето»                                       | Л.Дербенев  | А.Зацепин    | 4:31         |
| 5.  | «Три желания»                                             | К.Кавалерян | А.Мисин      | 3:27         |
| 6.  | «Облачко»                                                 | К.Кавалерян | А.Мисин      | 3:50         |
| 7.  | «Рассветы»                                                | К.Кавалерян | А.Мисин      | 3:14         |
| 8.  | «Пиаф...Последний вечер»                                  | В.Лесовская | Вл.Пресняков | 3:55         |
| 9.  | «Прогноз погоды» (совместно с группой «Дискотека Авария») | А.Рыжов     | А.Рыжов      | 4:01         |
| 10. | «Московская осень»                                        | М.Гуцериев  | С.Ревтов     | 4:10         |